# (1009) Sirene
(1009) Sirene ist ein Asteroid des Hauptgürtels, der am 31. Oktober 1923 vom deutschen Astronomen Karl Wilhelm Reinmuth entdeckt wurde, der am Observatorium auf dem Königstuhl bei Heidelberg tätig war.
Der Asteroid ist nach den mythologischen Figuren der Sirenen benannt.